# Spiraea vorobjevii
Spiraea vorobjevii är en rosväxtart som beskrevs av Nikolai Nikolaievich Tzvelev. Spiraea vorobjevii ingår i släktet spireor, och familjen rosväxter. Inga underarter finns listade i Catalogue of Life.